# ترسا برگانسا
تِـرِسا بـِرگانسا (اسپانیایی: Teresa Berganza‎؛ زادهٔ ۱۶ مارس ۱۹۳۳ – ۱۳ مهٔ ۲۰۲۲) یک خواننده متزو سوپرانو اپرا و هنرپیشه اهل اسپانیا بود.
وی بیشتر به سبب اجرای نقش‌هایی در اپراهای جواکینو روسینی، ولفگانگ آمادئوس موتسارت و ژرژ بیزه مشهور است و وی را، به‌خاطرِ مهارت‌های فنیِ خوانندگی، نبوغ موسیقی، اجراهای جذاب و حضورِ مفتون‌کننده‌اش بر روی صحنه ستوده‌اند.

## زندگی‌نامهٔ هنری

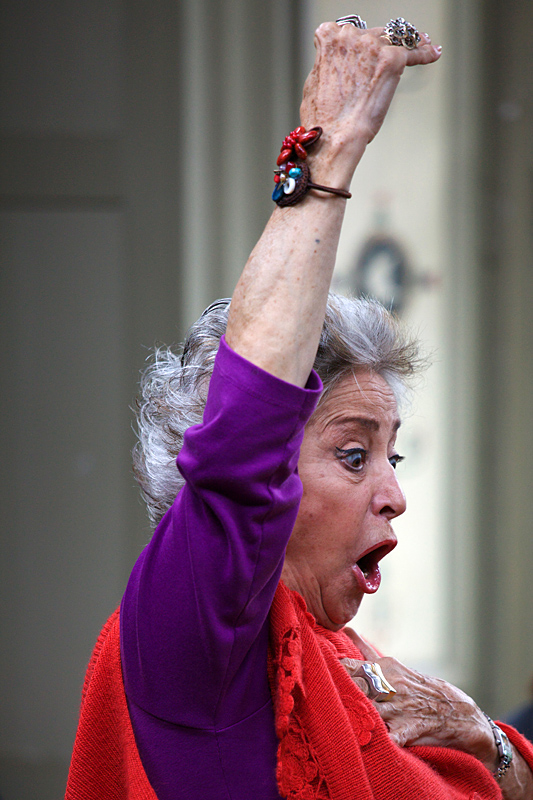
تِـرِسا بـِرگانسا مه 2009

برگانسا دانش‌آموختهٔ «هنرستان سلطنتی مادرید» در رشته آواز و پیانوست و در همین مرکز آموزشی در سال ۱۹۵۴، برندهٔ جایزهٔ اول خوانندگی شد و یک‌سال پس از آن، به‌طور رسمی، شروع به خوانندگی در کنسرت‌ها نمود.
نخستین اجرای اپرایی وی، اپرای «کوزی فان توته» در یک جشنوارهٔ موسیقی در اکس-آن-پروانس در سال ۱۹۵۷ میلادی بود و در همان سال، برای نخستین بار در «لا اسکالا» برنامه اجرا کرد. در سال ۱۹۵۹ میلادی، او در نقش «رُزینا» در اپرای «آرایشگر شهر سویل» در «کاخ سلطنتی اپرا» در کاونت گاردن لندن هنرنمایی کرد که مبدل به یکی از نقش‌های به‌یادماندنی‌اش گردید. سرانجام، در سال ۱۹۶۷، برای نخستین بار در «تالار اپرای متروپولیتن نیویورک» در نقش «کروبینو» در اپرای «ازدواج فیگارو» بر روی صحنه رفت.
او در زمینه نوازندگی پیانو نیز شهرت دارد و نخستین اجرای تکنوازی خود را در «تالار کارنگی» در سال ۱۹۶۴ انجام داد.
وی در سال ۱۹۹۱ برندهٔ «جایزهٔ شاهزادهٔ آستوریاس» شد. فرهنگستان هنرهای زیبای فرانسه نیز به او، «جایزهٔ بزرگ موسیقی روسینی» را اهدا کرده است.
در سال ۱۹۹۲ میلادی، برگانسا در مراسم افتتاحیهٔ «نمایشگاه جهانی اکسپو ۹۲» در شهر سِویّا و نیز در مراسم افتتاحیهٔ «بازی‌های المپیک تابستانی ۱۹۹۲» در بارسلون، به اجرای برنامه پرداخت.
او نخستین زنی بود که در سال ۱۹۹۴ میلادی به عنوان هیأت علمی «آکادمی سلطنتی سن‌فرناندو برای هنرهای زیبا» منسوب شد. در سال ۱۹۹۶ میلادی، برگانسا، برندهٔ «جایزهٔ ملی موسیقی اسپانیا» شد. هم‌اکنون او در «کالج موسیقی کوئین سوفیا» در مادرید، به تدریس آواز مشغول است.
از فیلم‌ها یا برنامه‌های تلویزیونی که وی در آن نقش داشته است می‌توان به «دون ژوان» به کارگردانی جوزف لوزی اشاره کرد.

## مرگ
ترسا برگانسا در ۱۳مه ۲۰۲۲ در سن لورنزو د ال اسکوریال، در سن ۸۹ سالگی درگذشت.